# Halipteris californica
Halipteris californica is een Pennatulaceasoort uit de familie van de Halipteridae. De wetenschappelijke naam van de soort is voor het eerst geldig gepubliceerd in 1902 door Moroff.